# Another Job for the Undertaker
Another Job for the Undertaker er en amerikansk stumfilm fra 1901 af Edwin S. Porter.